# اکوکان، نیجر
اکوکان، نیجر (به لاتین: Akokan, Niger) یک منطقهٔ مسکونی در نیجر است که در Arlit Department واقع شده‌است.